# Mesochorus johni
Mesochorus johni is een vliesvleugelig insect (orde Hymenoptera) uit de familie van de gewone sluipwespen (Ichneumonidae). De wetenschappelijke naam van de soort werd in 2018 door Rodrigo Araujo gepubliceerd als nomen novum voor Mesochorus aculeatus Schwenke, 1999. Die naam was als Mesochorus aculeatus Dasch, 1974 al in gebruik voor een andere sluipwesp. Eerder dat jaar hadden Rodrigo Araujo, Felipe Vivallo en Bernardo Santos al ander nomen novum, te weten Mesochorus acutus, voor de soort voorgesteld, maar die naam was door Schwenke in hetzelfde artikel als waarin ook de ongeldige naam aculeatus was verschenen, al vergeven aan een andere soort. De naam johni gedenkt de entomoloog John La Salle (1951–2018).